# Рапп, Жан
Граф (1809) Жан Рапп (фр. Jean Rapp; 1773—1821) — французский дивизионный генерал времён революционных и наполеоновских войн. Считался одним из самых преданных Наполеону генералов.

## Военная карьера до знакомства с Бонапартом
Родился в 1773 году в Эльзасе в протестантской семье. Двоюродный брат будущего генерала Жан-Жака Кесселя и племянник будущего генерала Жана-Жоржа Эдигоффана. Отец Раппа был смотрителем городской ратуши. Родители хотели видеть его пастором, поэтому Жан изучал теологию, но в 16 лет бросил обучение и вступил рядовым в конно-егерский полк. 1 января 1791 года получил чин бригадир-фурьера. 3 апреля 1794 года был произведен в подпоручики.
Рапп отличился, сражаясь в Мозельской армии Французской республики. 28 мая 1795 года в бою при Лингенфельде с сотней кавалеристов атаковал и разбил прусский гусарский полк, получил несколько сабельных ударов в голову и правую руку. 19 декабря 1796 года стал адъютантом генерала Дезе.

## Военная карьера при первом консуле генерале Бонапарте
В 1798 году сопровождал генерала Дезе в Египет; 7 октября 1798 года отличился в бою при Сединаме, где захватил артиллерию противника и на поле сражения был награждён чином командира эскадрона. Был ранен в сражении при Саманхуде (22 января 1799 года), а 14 февраля назначен Наполеоном командиром бригады в дивизии Дезе.
Вместе с Дезе покинул Египет и принял выдающееся участие в битве при Маренго (14 июня 1800 года), в котором именно своевременный приход на поле боя дивизии генерала Дезе решил исход битвы. На следующий день после битвы при Маренго назначен адъютантом генерала Бонапарта (оставался в этой должности до 29 ноября 1813 года).
13 января 1801 года возглавил только что сформированный эскадрон мамелюков, входивший в состав личного конвоя Первого консула (будущая Старая Гвардия).
В 1802 году выполнил важную дипломатическую миссию в Швейцарии. С 2 мая 1803 по 29 августа 1803 года командовал 7-м гусарским полком. Бонапарт внимательно следил за судьбой своего адъютанта. 29 августа 1803 года он присвоил Раппу чин бригадного генерала, в 1804 году сделал кавалером ордена Почётного легиона.
С 27 марта 1805 года по приказу Императора женился на дочери богатого поставщика мадемуазель Барб Ванлерберг (Barbe Rosalie Joséphine Vanlerberghe; 1790–1879), с которой развёлся в 1810 году.

## Служба в Великой Армии императора Наполеона
В 1805 году выполнял личные поручения императора в Ганновере. В том же году назначен 2-м командиром конных гренадер Императорской гвардии.
Во время 1-й австрийской кампании находился в составе личной охраны Наполеона. Примерно отличился в битве при Аустерлице. Прикрывая пехоту, он повел в атаку два гвардейских эскадрона и разбил кавалергардский полк русского царя Александра I и взял в плен князя Репнина, был ранен. Прискакав к Наполеону, он доложил: «Сир, знамёна и пушки русской гвардии захвачены!». По приказу Наполеона эту сцену запечатлел придворный живописец Франсуа Жерар. 24 декабря 1805 Рапп получил чин дивизионного генерала.
6 июля 1806 года Рапп был назначен командующим 5-м военным округом в Страсбурге, а затем переведен на пост губернатора Майнца. Однако вскоре он вновь был отозван в личную свиту императора.
В ходе восточно-прусской-польской кампании 1806—1807 годов сражался при Шлейце и Йене, командовал авангардом маршала Мюрата. В сражении при Насельске 24 декабря 1806 года командовал авангардом маршала Даву. Прославился своими отважными действиями в сражении при Голымине (26 декабря 1806 года). За свои подвиги в этой кампании заслужил произвище «Неустрашимого».

28 февраля 1807 года назначен губернатором крепости Торн. После взятия Наполеоном Данцига был назначен в конце мая — начале июня 1807 года губернатором этого города: за гуманное управление жители города даже преподнесли ему украшенную алмазами шпагу с надписью: «Генералу Раппу город Данциг с признательностью».  
В период 2-й австрийской кампании 1809 года оставался при Наполеоне. Во время отхода войск Наполеона после сражения при Эсслинге 22 мая 1809 года остановил натиск австрийцев, крикнув солдатам: «Умрём, но спасем армию!». 13 октября 1809 года занял Шёнбрунн.
По окончании 2-й австрийской кампании спас жизнь Наполеону, задержав во время войскового смотра немецкого студента Фридриха Штапса, готовившего покушение на императора. На 23 октября 1809 года — главный адъютант Наполеона.

## Во время Русской кампании 1812 года
Открыто выступил против войны с Россией, но в итоге принял участие в Русской кампании 1812 года. Состоял помощником короля Жерома Бонапарта Отличился в сражении при Смоленске.
В сражении при Бородине командовал 5-й пехотной дивизией, вместо поражённого картечной пулей в руку генерала Дессе. Сам он вскоре также получил несколько ран и, в свою очередь, выбыл из строя. Позднее Рапп так вспоминал о своем участии в этой битве:
В течение одного часа я был задет четыре раза, первый раз относительно легко  двумя пулями, затем пулей в левую руку, которая вырвала рукав моего мундира и  рубашки. Вскоре я получил четвертую рану; пуля ударила меня в левое бедро и сбросила меня с лошади; это была моя 22-я рана, я вынужден был покинуть поле боя.
Успешно сражался при Городне и Красном. После боя у Малоярославца снова спас жизнь Наполеону — во время неожиданного налета казаков. Был ранен в сражении при Березине. Сопровождал императора во время бегства из России в Вильно.

## Служба в 1813—1815 годах
Активно участвовал в реорганизации французской армии. В январе 1813 года присоединился к 10-му корпусу маршала Макдональда в Данциге. В декабре 1812 — ноябре 1813 года — снова губернатор Данцига. Возглавил оборону города. Несмотря на численное превосходство противника, Рапп (имевший около 30 тысяч человек) капитулировал только 29 ноября 1813 года.
После капитуляции города жил в плену в Киеве. После отречения Наполеона был освобожден и в июле 1814 года вернулся во Францию.
После высадки Наполеона во Франции (1 марта 1815 года) Рапп был назначен Бурбонами командиром 2-го корпуса армии герцога Беррийского, направленной против Наполеона. Через 4 дня Рапп оставил командование и перешел на сторону Бонапарта.
С 25 марта 1815 года — командир 5-го обсервационного корпуса в Страсбурге (Эльзас). 16 апреля корпус был развернут в Рейнскую армию, а генерал Рапп стал её главнокомандующим. О его успехах на поприще обороны западной границы Франции от австрийцев генерал Грессо писал в рапорте маршалу Сульту так: «Никто не сомневается в его храбрости, но как главнокомандующий он полный нуль».

За 20 дней до вторичного отречения Наполеона (2 июня 1815 года) получил титул пэра Франции. После того как австрийские войска начали форсировать Рейн, Рапп, имея незначительное количество войск, остановил их продвижение у Ле-Суффеля. После Ватерлоо отвел свои войска в Страсбург. 
Во время второй реставрации Бурбонов недолго командовал 5-м военным округом, но в сентябре 1815 года оставил командование и уехал в Швейцарию. В 1817 году вернулся в Париж и вскоре стал пользоваться покровительством королевского двора. Снова стал пэром Франции (05.03.1819) и получил придворное звание первого камергера короля Людовика XVIII (26.11.1820).
Жан Рапп скончался 8 ноября 1821 года от рака желудка. Имя генерала выбито на парижской Триумфальной арке. В родном Кольмаре, по проекту скульптора Ф. О. Бартольди, ему был установлен памятник, на котором выгравировано известное изречение генерала: «Моё слово нерушимо» (Ma parole est sacrée).

## Воинские звания
- Бригадир-фурьер (1 января 1791 года);
- Вахмистр (16 мая 1793 года);
- Младший лейтенант (3 апреля 1794 года);
- Лейтенант (22 сентября 1794 года);
- Капитан (18 мая 1797 года);
- Командир эскадрона (7 октября 1798 года);
- Полковник (14 февраля 1799 года);
- Бригадный генерал (29 августа 1803 года);
- Дивизионный генерал (24 декабря 1805 года).

## Титулы
- Граф Рапп и Империи (фр. comte Rapp et de l'Empire; декрет от 19 марта 1808 года, патент подтверждён 28 января 1809 года в Париже)[3].

## Награды
Легионер ордена Почётного легиона (11 декабря 1803 года)
 Коммандан ордена Почётного легиона (14 июня 1804 года)
 Великий офицер ордена Почётного легиона (30 июня 1811 года)
 Большой крест ордена Почётного легиона (23 августа 1814 года)
 Кавалер военного ордена Святого Людовика (3 августа 1814 года)
 Командор военного ордена Святого Людовика (1 мая 1821 года)
 Кавалер ордена Железной короны (23 декабря 1807 года)
 Большой Крест ордена Воссоединения (3 апреля 1813 года)
 Большой крест баденского ордена Верности (1807 год)
 Кавалер баварского ордена Льва (1807 год)
 Кавалер баварского военного ордена Максимилиана Иосифа (1807 год)

## Семья
Рапп женился 28 марта 1805 года на Барб Ванлерберг (1790—1879), дочери разбогатевшего на поставках армии Игнаца-Жозефа Ванлерберга. В браке не было детей, а 1 июля 1811 года они развелись.
От жительницы Данцига Юлианы Бёттхер (нем. Juliane Böttcher) у Раппа родились двое детей:
- Адель Жюли Жанна фон Рапп (1812—1880), муж — баварский генерал-лейтенант барон Эдуард Ансельм фон Ротберг[к 1] (1799—1884).
- Жан (Ганс) Бёттхер-Рапп (1814—1846), французский офицер, погибший в Джиджели (Алжир).

Генерал Рапп женился во второй раз 12 января 1816 года на баронессе Альбертине Шарлотте фон Ротберг (Albertine Charlotte von Rotberg; 1797—1842), дочери владельца Рейнвейлера и старшей сестре своего будущего зятя. В браке родилось двое детей:
- Максимимилиан Карл (Макс; 1816—1828) и
- Эмилия-Мелани (Матильда; 1817—1899), жена капитана Адриана Джона Хоупа[вд] (1811—1863).

В 1831 году овдовевшая Альбертина Шарлотта вышла замуж за Джорджа Драммонда (1807—1902), будущего (с 1840 года) 14-го/5-го графа Перт и якобитского 6-го герцога Мелфорт.
Рапп приобрёл 9 августа 1817 года  в родном селе супруги за 121 165 франков замок Рейнвейлер, расположенный прямо на восточном берегу Рейна.

## Комментарии
1. ↑  Барон фон Ротберг был младшии братом Альбертины Шарлотты де Рапп (фон Ротберг) — мачехи своей жены.